# Xian autonome lahu, va, blang et dai de Shuangjiang
Le xian autonome lahu, va, blang et dai de Shuangjiang (双江拉祜族佤族布朗族傣族自治县 ; pinyin : Shuāngjiāng lāhùzú wǎzú bùlǎngzú dǎizú Zìzhìxiàn) est un district administratif de la province du Yunnan en Chine. Il est placé sous la juridiction de la ville-préfecture de Lincang.

## Démographie
La population du district était de 161 216 habitants en 1999.